# Malrotation
Als Malrotation (lateinisch malus ‚schlecht‘, ‚schädlich‘, ‚bösartig‘ und rotatio ‚Drehung‘) wird eine Störung der Drehung des Dünn- und Dickdarmes in der Embryonalentwicklung bezeichnet.
Diese Lageanomalie kann völlig unbemerkt bleiben, aber auch z. B. zu einer (intermittierenden) Kompression des Duodenums (Duodenalstenose, Arteria-mesenterica-superior-Syndrom) führen.

## Vorkommen
Die Häufigkeit wird mit 1:500 Lebendgeburten angegeben, doppelt so häufig bei Jungen vorkommend.
Im Rahmen von Syndromen:
- Apple-peel-Syndrom
- De-Grouchy-Syndrom
- Familiäre intestinale Malrotation[3]
- Ivemark-Symptomenkomplex
- Kapur-Toriello-Syndrom, Synonym: Lippen-Kiefer-Gaumenspalte – Kardiopathie – intestinale Malrotation[4]
- Martínez-Frías-Syndrom
- McKusick-Kaufman-Syndrom
- Mcpherson-Clemens-Syndrom, Synonym: Duodenale und extrahepatische Gallengangatresie – hypoplastisches Pankreas – intestinale Malrotation[5]
- Megazystis-Mikrokolon-intestinale Hypoperistaltik-Syndrom
- Pätau-Syndrom
- Prune-Belly-Syndrom
- Katzenaugen-Syndrom

Bei etwa der Hälfte besteht eine Assoziation mit weiteren Fehlbildungen:
- Duodenalatresie, Duodenalstenose
- angeborene Zwerchfellhernie
- Gastroschisis, Omphalozele
- Heterotaxie
- Choanalatresie

## Einteilung
Formen nach Grob:
- Nonrotation = 90°-Rotation (Ausbleiben der 2. und 3. Drehung)
- Malrotation I = 180°-Rotation (Ausbleiben der 3. Drehung)
- Malrotation II = inverse (lat. inversio ‚Umstellung‘, ‚Umkehrung‘ / ‚umkehrbare‘, ‚umgekehrte‘) 2. Drehung mit regelrechter oder fehlgerichteter 3. Drehung

## Symptome
Akute bzw. immer wiederkehrende Bauchschmerzen im Kleinkindes- und Kindesalter mit beginnendem oder unvollständigem Darmverschluss durch Volvulus (lat. volvere ‚drehen‘) des Darmes.
Mitunter treten Beschwerden erst beim Erwachsenen auf.

## Therapie
Chirurgische Lösung von störenden Bändern und Verwachsungen sowie Fixierung des Darmes in der „Prozedur nach Ladd“.